# Gare de Liverpool Central
La gare de Liverpool Central est une gare ferroviaire souterraine anglaise, située sur le territoire de la ville de Liverpool, au Royaume-Uni,.